# 董豫
董豫（1441年—？），字德和，浙江紹興府會稽縣人，軍籍，明朝政治人物。進士出身。董敬之子、董復之兄。

## 生平
早年出身國子生，浙江鄉試第三十八名。成化十四年（1478年）戊戌科會試第二百二十一名，殿試登進士第三甲第一百四十七名，授江都縣知縣，升寿州同知，歷升奉政大夫、福建提刑按察使司佥事。弘治十八年（1505年）正月考察去職。

## 家族
曾祖董彦。祖父董孚言。父亲董敬。前母潘氏；母宋氏；继母李氏。永感下。兄剛、觀。弟復（知縣）、艮。娶盛氏。